# DansGuardian

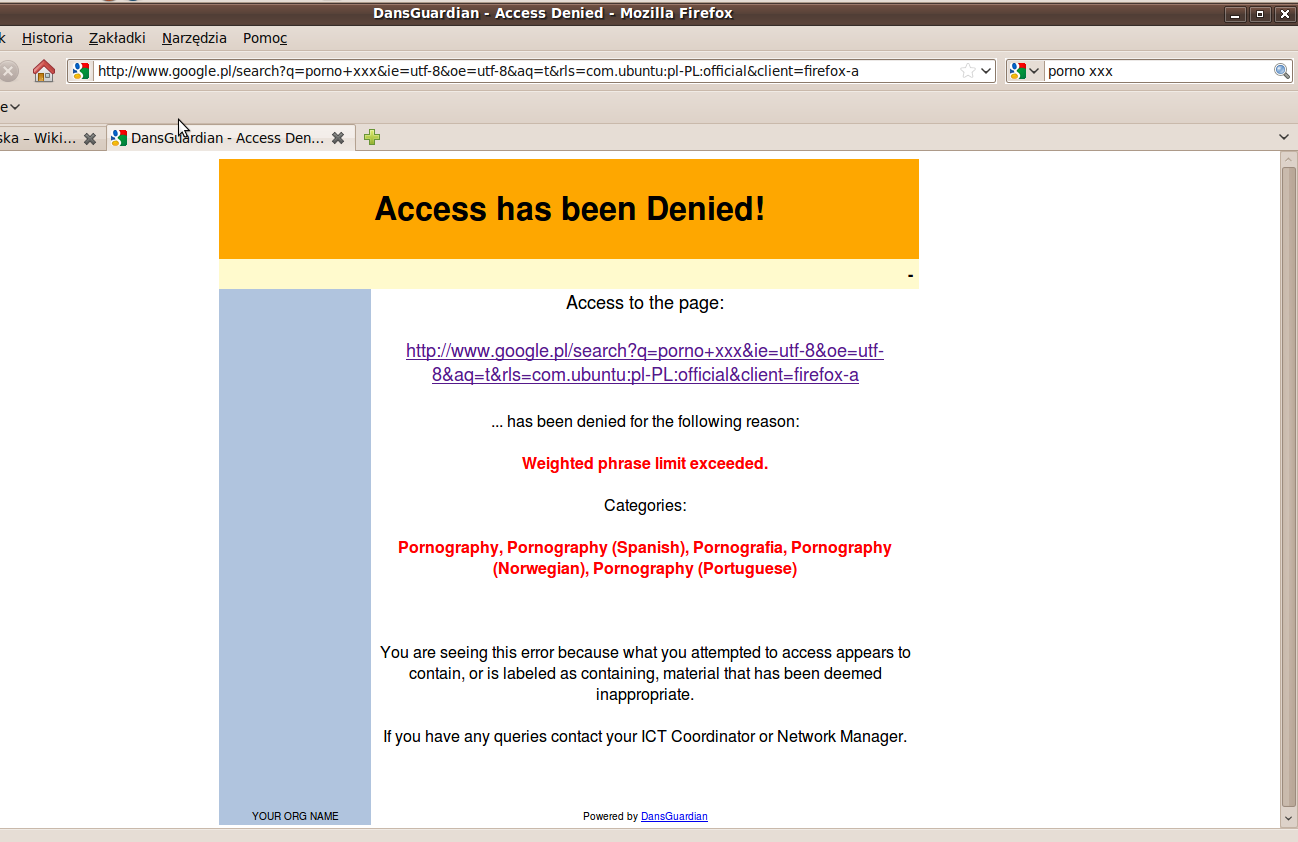
DansGuardian - STOP pornograpny

DansGuardian je Open Source nástroj pro filtrování nežádoucího webového obsahu. V současné době běží na operačních systémech Linux, FreeBSD, OpenBSD, NetBSD, Mac OS X, HP-UX a Solaris.
Na rozdíl od jiných komerčních filtrovacích nástrojů není filtrování obsahu založeno pouze na seznamu nevhodných URL, ale využívá další způsoby, jako je např. filtrování obrázků a porovnávání frází.
DansGuardian lze zcela přizpůsobit. Je možné mít plnou kontrolu nad tím, co má být filtrováno.
Výchozí nastavení je přizpůsobeno pro základní školy.
Samotné nastavení DansGuardianu působilo začátečníkům jisté obtíže. Některé distribuce Linuxu, jako je např. Ubuntu Christian Edition mají DansGuardian již předkonfigurovaný a připravený k použití.
V současnosti už software DansGuardian není dále vyvíjen ani udržován, k dispozici je jeho fork E2Guardian.